# Escudo de la República Popular de Lugansk
El Escudo de la República Popular de Lugansk, es el emblema heráldico de la República Popular de Lugansk, que representa al país y que, junto con la bandera nacional y el Himno Nacional, tiene la categoría de símbolo patrio. La existencia del escudo fue promulgada en resolución en 2014.

## Historia
En 1992, se adoptó una resolución sobre la cual el escudo de armas de la ciudad de Lugansk fue presentada por el Consejo de Diputados del Pueblo considerando el escudo de armas como el escudo de armas histórico de Lugansk. El gráfico y las imágenes en color se lleva a cabo de acuerdo con la descripción archivada en el Archivo Histórico Estatal Central de San Petersburgo.
En el año 1882, el pueblo de Luganski Zavod y la comunidad de Kamenni Brod se fusionaron y este asentamiento recibió el nombre de ciudad de Lugansk. Se convirtió en el centro de Slavyanoserbski. El escudo de armas de Lugansk apareció originalmente como el escudo de armas de la fábrica de fundición y cañones de esta nueva comunidad. Después de que el asesor colegiado Pershin completó el diseño, se presentó a la Duma de la ciudad como el escudo de armas de Lugansk. El proyecto de Pershin, aparentemente a fines del siglo XIX, incluso fue aprobado por la Duma de la ciudad de Lugansk. Sin embargo, el Rey de Armas impuso una resolución sobre el escudo de armas, ya que el Senado no autorizó la redacción del escudo de armas, y el Duma se vio obligado a no aprobar este proyecto.
El escudo de armas de la ciudad del condado, el centro del distrito de Slavyanoserbski de la provincia de Ekaterinoslav "Vysochaishe" fue finalmente aprobado el 22 de abril de 1903.

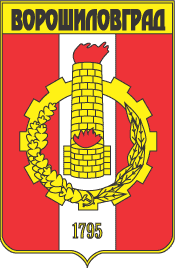
Escudo histórico de Lugansk (1988)
Escudo de Lugansk (1992)
Primera versión del escudo de armas de la República Popular de Lugansk (abril-mayo de 2014)
Antiguo escudo de armas de la República Popular de Lugansk
Escudo de armas actual de la República Popular de Lugansk

## Simbolismo
El escudo de armas consta de una estrella roja de cinco puntas enmarcada por un borde blanco y rayos dorados. A la izquierda y a la derecha de la estrella hay espigas doradas, entrelazadas con una pancarta con los colores de la bandera estatal de la República Popular de Lugansk, un color de bandera para cada vuelta de la pancarta - azul claro, azul y rojo respectivamente. Detrás de las espigas hay una corona de hojas de roble a cada lado. Debajo de la estrella se encuentran tres pancartas con los colores de la bandera nacional, en el que están escritas de arriba abajo las palabras República Popular de Lugansk en escritura cirílica. La inscripción está en tipografía dorada. Sobre la estrella roja de cinco puntas se encuentra una estrella dorada de ocho puntas, al que se unen ambos grupos de espigas. El diseño guarda similitudes con el emblema de la Unión Soviética y otros emblemas del estilo heráldico socialista.